# Ženski kuglački klub Plitvice Plitvička Jezera
Ženski kuglački klub Plitvice je ženski kuglački klub iz naselja Plitvička Jezera, Općina Plitvička Jezera, Ličko-senjska županija, Republika Hrvatska. 
 
U sezoni 2019./20. klub je član "2. hrvatske kuglačke lige za žene - Zapad".

## O klubu
Klub je osnovan u svibnju 2013. godine, uz pomoć postojećeg muškog kluba, te se od sezone 2013./14. natječe u 2. HKL za žene - Zapad. 

## Uspjesi
2. HKL - Zapad
- doprvakinje: 2017./18., 2018./19.

Kup Hrvatske
- finalistice: 2018./19.

## Pregled plasmana po sezonama
| sezona    | rang lige | liga               | poz.     | klubova u ligi | ut       | pob      | ner      | por      | poen+    | poen-    | bod      | napomene | izvori   |
| Plitvice  | Plitvice  | Plitvice           | Plitvice | Plitvice       | Plitvice | Plitvice | Plitvice | Plitvice | Plitvice | Plitvice | Plitvice | Plitvice | Plitvice |
| --------- | --------- | ------------------ | -------- | -------------- | -------- | -------- | -------- | -------- | -------- | -------- | -------- | -------- | -------- |
| 2013./14. | II.       | 2. HKL - Zapad/Jug | 10.      | 10             | 18       | 2        | 2        | 14       | 47,5     | 96,5     | 6        |          |          |
| 2014./15. | II.       | 2. HKL - Zapad/Jug | 7.       | 10             | 18       | 7        | 0        | 11       | 68,5     | 75,5     | 14       |          |          |
| 2015./16. | II.       | 2. HKL - Zapad/Jug | 3.       | 9              | 16       | 9        | 1        | 6        | 64,5     | 63,5     | 19       |          |          |
| 2016./17. | II.       | 2. HKL - Zapad     | 5.       | 9              | 16       | 6        | 1        | 9        | 60       | 68       | 13       |          |          |
| 2017./18. | II.       | 2. HKL - Zapad     | 2.       | 8              | 14       | 10       | 0        | 4        | 78       | 34       | 20       |          |          |
| 2018./19. | II.       | 2. HKL - Zapad     | 2.       | 9              | 16       | 13       | 0        | 3        | 83,5     | 44,5     | 26       |          |          |
| 2019./20. | II.       | 2. HKL - Zapad     |          | 8              | 14       |          |          |          |          |          |          |          |          |
|           |           |                    |          |                |          |          |          |          |          |          |          |          |          |
|           |           |                    |          |                |          |          |          |          |          |          |          |          |          |

## Unutrašnje poveznice
- Kuglački klub Plitvice Plitvička Jezera
- Plitvička Jezera (naselje)
- Plitvička jezera (općina)
- Nacionalni park Plitvička jezera

## Vanjske poveznice
- kkplitvice.hr - službena stranica  Arhivirana inačica izvorne stranice od 17. travnja 2019. (Wayback Machine)
- kkplitvice.hr, ŽKK Plitvice - Igračice  Arhivirana inačica izvorne stranice od 31. svibnja 2019. (Wayback Machine)
- Kuglački klub Plitvice, facebook stranica
- sportilus.com, ŽENSKI KUGLAČKI KLUB PLITVICE PLITVIČKA JEZERA
- likaclub.eu, Priča o volji i uspjehu: Ženski kuglački klub “Plitvice”, objavljeno 22. studenog 2014.